# Alan Tudyk
Alan Wray Tudyk (El Paso, Texas; 16 de marzo de 1971) es un actor, productor y director estadounidense, conocido por su trabajo en cine, televisión y teatro. A lo largo de su carrera, Tudyk ha destacado por su versatilidad como actor, interpretando una amplia gama de personajes en diversos géneros, desde la comedia hasta la ciencia ficción y el drama. Es particularmente reconocido por su habilidad para dar vida tanto a personajes en acción como a roles cómicos y de animación.
Tudyk se hizo famoso por su papel de Wash en la serie de ciencia ficción Firefly (2002), creada por Joss Whedon. La serie, aunque de corta duración, ha ganado un gran número de seguidores a lo largo de los años, convirtiendo a Tudyk en un ícono de la cultura geek. Posteriormente, volvió a trabajar con Whedon en el exitoso filme Serenity (2005), que continuó la historia de la serie Firefly.
En el ámbito de la animación, Alan Tudyk ha dado voz a varios personajes destacados, como el gallo en Moana (2016), y ha interpretado al robot K-2SO en Rogue One: A Star Wars Story (2016), entre otros. También es conocido por sus interpretaciones en series como Doom Patrol, Resident Alien, y A Knight's Tale (2001), donde ha mostrado su capacidad para adaptarse a diversos estilos y géneros.

## Biografía
Tudyk nació en El Paso, Texas, como único hijo de Betty Loyce y Timothy Nicholas Tudyk. Tiene ascendencia polaca y se crio en Plano, un suburbio de Dallas, Texas, donde asistió a la Plano Senior High School. Tudyk estudió arte dramático en la Lon Morris College en Jacksonville, Texas, donde ganó el Premio a la Excelencia Académica. En la universidad interpretó a Beaver Smith en una producción de Billy the Kid en Nuevo México. En 1993, Tudyk entró a la escuela de actuación en la Escuela Juilliard pero la abandonó en 1996, antes de obtener el título.

## Trayectoria profesional

### Cine
En 2000, Tudyk interpretó a Gerhardt, un homosexual alemán y adicto a las drogas, en la cinta 28 días, junto a Sandra Bullock y Viggo Mortensen.
Tudyk interpretó a Wat en A Knight's Tale (2001), así como a Steve el Pirata en la comedia del 2004 Dodgeball: A True Underdog Story y al sensible robot Sonny en Yo, Robot. Uno de sus papeles más famosos ha sido el de Wash, el piloto de la nave Serenity en la serie de ciencia ficción Firefly, rol que repitió en el largometraje Serenity, estrenado en 2005. En 2007, tuvo un papel secundario como un terco médico en la película del oeste 3:10 to Yuma junto a Christian Bale y Russell Crowe, además de un breve pero memorable papel en la película Knocked Up y una actuación de comedia muy física en la película británica Death at a Funeral.
Tudyk interpretó a Tucker en la comedia de terror independiente Tucker & Dale vs Evil. Firmó para un papel no revelado en Transformers: el lado oscuro de la luna. El 2 de junio de 2010 firmó para el papel de Rock Brannigan en la comedia de terror First Platoon. En 2015 interpretó a Ian McLellan Hunter en la película biográfica y dramática Trumbo, protagonizada por Bryan Cranston.
En 2016 interpretó a K-2SO, un droide de combate imperial capturado y reprogramado por Cassian Andor en la película Rogue One: una historia de Star Wars, el primer spin-off de la saga Star Wars.

### Teatro
En 1999, Tudyk hizo su debut en Broadway en la obra Epic Proportions. También participó en las obras Wonder of the World, The Most Fabulous Story Ever Told, Misalliance, Oedipus y Bunny Bunny. En 2005, Tudyk reemplazó a Hank Azaria en sus papeles en Spamalot, de junio a diciembre, y participó en una edición limitada de Prelude to a Kiss.
En 2009 participó en la obra An Evening Without Monty Python y en 2019 protagonizó la obra Mysterious Circumstances, en el papel de Richard Lancelyn Green / Sherlock Holmes.

### Televisión
Tudyk es quizás más conocido por su papel del afable y despreocupado piloto espacial Hoban "Wash" Washburne en la serie de televisión Firefly (2002-2003), de Joss Whedon. Aunque la serie solo estuvo una temporada al aire, Universal Studios compró los derechos del programa y lo convirtió en una película, Serenity (2005), en la cual volvió a interpretar su rol.
Además de su papel como invitado en Arrested Development, interpretó a un pedófilo convicto en un popular episodio de CSI: Crime Scene Investigation.
Luego, Tudyk apareció como artista invitado en la anteúltima producción de Joss Whedon, Dollhouse. El programa trata acerca de personas a quienes les han sido borradas sus personalidades para ser reeemplazadas por las fantasías que algún cliente rico pueda pagar. Tudyk interpretó a Alpha, un ex "activo" a quien accidentalmente le cargan 48 personalidades diferentes. Alpha es el antagonista principal durante la primera temporada del programa, con apariciones especiales en la segunda.
También fue artista invitado en tres episodios del remake de la serie V.
Además, proporcionó la voz del superhéroe Flecha Verde en la serie animada Young Justice.
En 2011 participó en la primera temporada de la serie de comedia Suburgatory. En la segunda temporada sólo apareció en algunos episodios por cuestiones económicas.

### Videojuegos
Tudyk interpretó la voz de un infante de marina en el juego Halo 3 de la consola Xbox 360 junto a sus compañeros de Firefly Adam Baldwin y Nathan Fillion. Tudyk también hizo una aparición en el videojuego Halo 3: ODST.

## Filmografía

### Cine y televisión
| Año           | Título                                                          | Papel                                                                                  | Notas |
| ------------- | --------------------------------------------------------------- | -------------------------------------------------------------------------------------- | --- |
| 1997          | 35 Miles from Normal                                            | Trevor                                                                                 | |
| 1998          | Patch Adams                                                     | Everton                                                                                | |
| 2000          | 28 Days                                                         | Gerhardt                                                                               | |
| 2000          | Wonder Boys                                                     | Sam Traxler                                                                            | |
| 2000          | Strangers with Candy                                            | Padre                                                                                  | Episodio: "Blank Stare: Part 1" Episodio: "Blank Stare: Part 2"                                                          |
| 2000          | Frasier                                                         | Todd Peterson                                                                          | Episodio: "The Great Crane Robbery"                                                                                      |
| 2001          | A Knight's Tale                                                 | Wat                                                                                    | |
| 2001          | Hearts in Atlantis                                              | Monte Man                                                                              | |
| 2002          | Ice Age                                                         | Oscar / Dab (voz)                                                                      | |
| 2002- 2003    | Firefly                                                         | Hoban 'Wash' Washburne                                                                 | 14 episodios |
| 2004          | Dodgeball: A True Underdog Story                                | El pirata Steve                                                                        | |
| 2004          | I, Robot                                                        | Sonny                                                                                  | Papel de voz y captura de pantalla                                                                                       |
| 2005; 2013    | Arrested Development                                            | Pastor Veal                                                                            | 3 episodios |
| 2005          | Rx                                                              | Pepe                                                                                   | |
| 2005          | Into the West                                                   | Nathan Wheeler                                                                         | Episodio: "Wheel to the Stars" Miniserie                                                                                 |
| 2005          | Serenity                                                        | Hoban 'Wash' Washburne                                                                 | |
| 2006          | Capitol Law                                                     | Walker Eliot                                                                           | Piloto no producido |
| 2006          | Ice Age: The Meltdown                                           | Cholly (voz)                                                                           | |
| 2006          | CSI: Crime Scene Investigation                                  | Carl Fisher                                                                            | Episodio: "Burn Out" |
| 2007          | Death at a Funeral                                              | Simon                                                                                  | |
| 2007          | Knocked Up                                                      | Jack                                                                                   | |
| 2007          | 3:10 to Yuma                                                    | Doc Potter                                                                             | |
| 2008          | Fourplay                                                        | Drew                                                                                   | Película de televisión                                                                                                   |
| 2008          | Play or Be Played                                               | Charlie                                                                                | Piloto |
| 2008          | Meet Market                                                     | Danny                                                                                  | Película filmada en 2004 y lanzada en DVD el 13 de febrero de 2008                                                       |
| 2009          | Tucker & Dale vs Evil                                           | Tucker                                                                                 | |
| 2009          | James Gunn's PG Porn                                            | Bob                                                                                    | Episodio: "High Poon" |
| 2009          | Bed Ridden                                                      | Det. Kurtz                                                                             | |
| 2009          | The Ballad of G.I. Joe                                          | Shipwreck                                                                              | Vídeo |
| 2009          | Astro Boy                                                       | Varios                                                                                 | |
| 2009          | V                                                               | Dale Maddox                                                                            | Episodio: "Pilot" Episodio: "There Is No Normal Anymore" Episodio: "A Bright New Day"                                    |
| 2009-2010     | Dollhouse                                                       | Alpha                                                                                  | 5 episodios |
| 2009- 2010    | Glenn Martin, DDS                                               | Varios papeles de voz                                                                  | Episodio: "Pimp My RV" Episodio: "Korea Opportunities" Episodio: "Jackie of All Trades"                                  |
| 2010          | The Rockford Files                                              | Det. Dennis Becker                                                                     | Piloto |
| 2010-2011     | Batman: The Brave and the Bold                                  | Barry Allen / Flash (voz)                                                              | 2 episodios |
| 2010          | Conception                                                      | Mark                                                                                   | |
| 2010-2013     | Young Justice                                                   | Oliver Queen / Green Arrow; Simon Jones / Psimon; Leonard Snart / Capitán Frío (voces) | 10 episodios |
| 2010          | Beautiful Boy                                                   | Eric                                                                                   | |
| 2011          | Transformers: el lado oscuro de la luna                         | Asistente del agente Simmons / Dutch                                                   | |
| 2011-2012     | Robot Chicken                                                   | Pinky (voz)                                                                            | 2 episodios |
| 2011-2018     | American Dad!                                                   | Voces varias                                                                           | 11 episodios |
| 2011          | Padre de familia                                                | Piloto alemán (voz)                                                                    | Episodio: "German Guy"                                                                                                   |
| 2011-2012     | Las desventuras de Tim                                          | Rodrigo / Arthur / Debbie (voces)                                                      | 3 episodios |
| 2011          | Good Vibes                                                      | Lonnie / Director Gurniel / Brock Stone / Mr. Proper (voces)                           | 12 episodios |
| 2011          | Alvin y las Ardillas 3                                          | Simone (voz)                                                                           | |
| 2011-2014     | Suburgatory                                                     | Dr. Noah Werner                                                                        | 45 episodios |
| 2012          | Abraham Lincoln: Vampire Hunter                                 | Stephen A. Douglas                                                                     | |
| 2012          | Wreck-It Ralph                                                  | Rey Dulce / Turbo (voz)                                                                | |
| 2012          | Phineas y Ferb                                                  | Voces adicionales                                                                      | Episodio: "Sipping with the Enemy"                                                                                       |
| 2012          | Napoleon Dynamite                                               | Oficial Elwood (voz)                                                                   | Episodio: "Ligertown" |
| 2012          | NTSF:SD:SUV::                                                   | Sven                                                                                   | Episodio: "The Real Bicycle Thief"                                                                                       |
| 2012          | Robot and Monster                                               | Primo loco Gizmo (voz)                                                                 | Episodio: "The Party" |
| 2012          | Ice Age: Continental Drift                                      | Milton / Padre de Sid (voz)                                                            | |
| 2014          | The Team Unicorn Saturday Action Fun Hour!                      | Chummy Cherub / Sad Tree (voz)                                                         | Episodio: "Piloto" |
| 2014          | Tell                                                            | Detective Morton                                                                       | |
| 2014          | Justified                                                       | Elias Marcos                                                                           | Acreditado como Wray Nerely Episodio: "Shot All to Hell"                                                                 |
| 2014          | Chozen                                                          | Kai / voces varias                                                                     | 5 episodios |
| 2014          | Premature                                                       | Entrevistador de la Universidad Georgetown                                             | |
| 2014          | Son of a Barman                                                 | Bill Snyder                                                                            | Cortometraje |
| 2014          | TableTop                                                        | Él mismo                                                                               | Serie web; episodio: "Forbidden Desert"                                                                                  |
| 2014          | Welcome to Me                                                   | Ted Thurber                                                                            | |
| 2014          | TripTank                                                        | Terrence / Bootf***er (voces)                                                          | 2 episodios |
| 2014          | Justice League: War                                             | Clark Kent / Superman                                                                  | Directo a DVD |
| 2014-2015     | Newsreaders                                                     | Reagan Biscayne                                                                        | 14 episodios |
| 2014          | Comedy Bang! Bang!                                              | Ray                                                                                    | Episodio: "The Lonely Island Wear Holiday Sweaters & White Pants"                                                        |
| 2015          | Maze Runner: The Scorch Trials                                  | Marcus                                                                                 | Acreditado como Blondie                                                                                                  |
| 2015-2017     | Adventure Time                                                  | Chatsberry (voz) / voces adicionales                                                   | 2 episodios |
| 2015          | Rick y Morty                                                    | Oficial de policía (voz)                                                               | Episodio: "The Ricks Must Be Crazy"                                                                                      |
| 2015-2017     | Con Man                                                         | Wray Nerely                                                                            | Serie web. También creador, escritor, director y productor ejecutivo                                                     |
| 2015          | Trumbo                                                          | Ian McLellan Hunter                                                                    | Nominado—Premio de la Crítica Cinematográfica al mejor reparto Nominado—Premio del Sindicato de Actores al mejor reparto |
| 2015          | Oddball                                                         | Bradley Slater                                                                         | |
| 2015-2017     | The Adventures of Puss in Boots                                 | Uli                                                                                    | 10 episodios |
| 2015-2018     | Star vs. the Forces of Evil                                     | Ludo Avarius / Rey River Butterfly (voces)                                             | Antagonista y recurrente. 35 episodios                                                                                   |
| 2016          | Zootopia                                                        | Duke Weaselton (voz)                                                                   | |
| 2016          | Clarence                                                        | Auxiliar de vuelo Dan (voz)                                                            | |
| 2016          | Moana                                                           | Hei Hei / aldeano #3 (voces)                                                           | |
| 2016          | Rogue One: una historia de Star Wars                            | K-2SO                                                                                  | Papel de voz y captura de movimiento                                                                                     |
| 2016          | Shangri-La Suite                                                | Dr. Sanborne                                                                           | |
| 2017          | Powerless                                                       | Van Wayne                                                                              | Reparto principal. 9 episodios                                                                                           |
| 2017          | Cult Classics with Casper Van Dien                              | Él mismo                                                                               | Invitado |
| 2017          | Star v the Forces of Evil: 360° Interdimensional Scavenger Hunt | Rey River                                                                              | Papel de voz; cortometraje                                                                                               |
| 2017          | Dirk Gently's Holistic Detective Agency                         | Mr. Priest                                                                             | 6 episodios |
| 2017-2018     | The Tick                                                        | Dangerboat                                                                             | 7 episodios |
| 2017-2019     | Big Hero 6 The Series                                           | Varias voces                                                                           | 7 episodios |
| 2018          | Deadpool 2                                                      | Luke - campesino #1                                                                    | |
| 2018          | Ralph Breaks the Internet                                       | KnowsMore                                                                              | Papel de voz |
| 2018          | LEGO Star Wars: All Stars                                       | K-2SO                                                                                  | |
| 2019          | Doom Patrol                                                     | Eric Morden / Señor Don Nadie                                                          | |
| 2019          | Aladdin                                                         | Iago                                                                                   | Voz |
| 2019          | Final Space                                                     | Todd H. Space / Hushfluffles / Voces adicionales                                       | Serie animada |
| 2019          | Harley Quinn                                                    | Joker / Clayface /Calendar Man                                                         | Papel de voz; serie animada                                                                                              |
| 2019          | Frozen 2                                                        | Líder de los Northuldra                                                                | Papel de voz; película animada                                                                                           |
| 2019-2022     | The Rookie                                                      | Ellroy Basso                                                                           | 2 episodios |
| 2021          | Eat Wheaties!                                                   | Duncan Lambert                                                                         | |
| 2021          | Raya y el último dragón                                         | Tuk Tuk                                                                                | Papel de voz; película animada                                                                                           |
| 2021          | M.O.D.O.K.                                                      | Arcade                                                                                 | Papel de voz; serie de televisión                                                                                        |
| 2021          | Playing God                                                     | Ben                                                                                    | |
| 2021          | Encanto                                                         | Tucán                                                                                  | Papel de voz; película animada                                                                                           |
| 2021-presente | Resident Alien                                                  | Harry Vanderspeigle                                                                    | Papel principal |
| 2022-presente | Un Mundo Extraño                                                | Narrador                                                                               | Papel de voz; película animada                                                                                           |
| 2022-presente | Desencantada                                                    | Scroll                                                                                 | Papel de voz |
| 2022-presente | Zootopia+                                                       | Duke Weaselton                                                                         | Papel de voz; serie animada                                                                                              |
| 2022-presente | Transformers: EarthSpark                                        | Optimus Prime                                                                          | Papel de voz |
| 2023          | Wish: el poder de los deseos                                    | Valentino                                                                              | Papel de voz; película animada                                                                                           |
| 2023          | Peter Pan & Wendy                                               | Sr. Darling                                                                            | |
| 2023          | Once Upon a Studio                                              | Mad Hatter                                                                             | |
| 2023          | The Trouble with Jessica                                        | Tom                                                                                    | |
| 2024          | Grimsburg                                                       | Dr. Rufis Pentos / Mr. Flesh                                                           | Papel de voz; serie animada                                                                                              |
| 2024          | Moana 2                                                         | Heihei                                                                                 | Papel de voz |
| 2024-presente | Creature Commandos                                              | Doctor Fósforo                                                                         | Papel de voz; serie animada                                                                                              |
| 2025          | Blanca Nieves                                                   | Espejo Mágico                                                                          | |
| 2025          | Andor                                                           | K-2SO                                                                                  | Temporada 2 |
| 2025          | Estado Eléctrico                                                | Cosmo                                                                                  | Papel de voz |
| 2025          | Superman                                                        | Robot kryptoniano "Cuatro"                                                             | Papel de voz |
| TBA           | Playdate                                                        | Simon Maddox                                                                           | |

### En teatro
| Año  | Título                          | Papel                                    | Notas                                                             |
| ---- | ------------------------------- | ---------------------------------------- | ----------------------------------------------------------------- |
| 1999 | Epic Proportions                | Benny Bennet                             | Teatro Helen Hayes                                                |
| 2005 | Spamalot                        | Sir Lancelot                             | Teatro Shubert                                                    |
| 2007 | Prelude to a Kiss               | Peter Hoskins                            | Compañía de Teatro Roundabout                                     |
| 2009 | An Evening Without Monty Python | Él mismo                                 | Teatro Ricardo Montalbán (Los Ángeles) The Town Hall (Nueva York) |
| 2019 | Mysterious Circumstances        | Richard Lancelyn Green / Sherlock Holmes | Geffen Playhouse                                                  |

### Videojuegos
| Año  | Título                             | Papel                   | Notas        |
| ---- | ---------------------------------- | ----------------------- | ------------ |
| 2006 | Ice Age 2: The Meltdown            | Cholly                  | Papel de voz |
| 2007 | Halo 3                             | Infante de marina       |              |
| 2007 | Defense Grid: The Awakening        | Simon                   |              |
| 2009 | Halo 3: ODST                       | Michael 'Mickey' Crespo |              |
| 2009 | Astro Boy: The Video Game          | Mr. Windex              |              |
| 2013 | Injustice: Dioses entre nosotros   | Flecha Verde            |              |
| 2013 | Young Justice: Legacy              | Simon Jones / Psimon    |              |
| 2014 | Call of Duty: Advanced Warfare     | Voces adicionales       |              |
| 2015 | Infinite Crisis                    | Flecha Verde            |              |
| 2016 | Master of Orion: Conquer the Stars | Consejero de Psilon     |              |
| 2016 | Con Man: The Game                  | Wray Nerely             |              |
| 2017 | Injustice 2                        | Flecha Verde            |              |
| 2017 | Star Wars: Secrets of the Empire   | K2-SO                   |              |